# Thannenkirch
 Thannenkirch  là một xã trong tỉnh Haut-Rhin, vùng Grand Est ở đông bắc Pháp. Xã này có diện tích 4,6 km², dân số năm 1999 là 507 người. Khu vực này có độ cao 386 mét trên mực nước biển.